# Scheveningse pier
De Scheveningse Pier is een pier in de Noordzee bij Scheveningen. Het in 1961 geopende gebouw, dat in de plaats kwam voor de oude pier uit 1901, doet dienst als horeca-, winkel- en entertainmentcomplex. De pier werd in oktober 2013 gesloten omdat hij niet meer voldeed aan de brandveiligheidseisen, maar na een grote verbouwing volgde op 18 juli 2015 een gedeeltelijke openstelling.

## Indeling

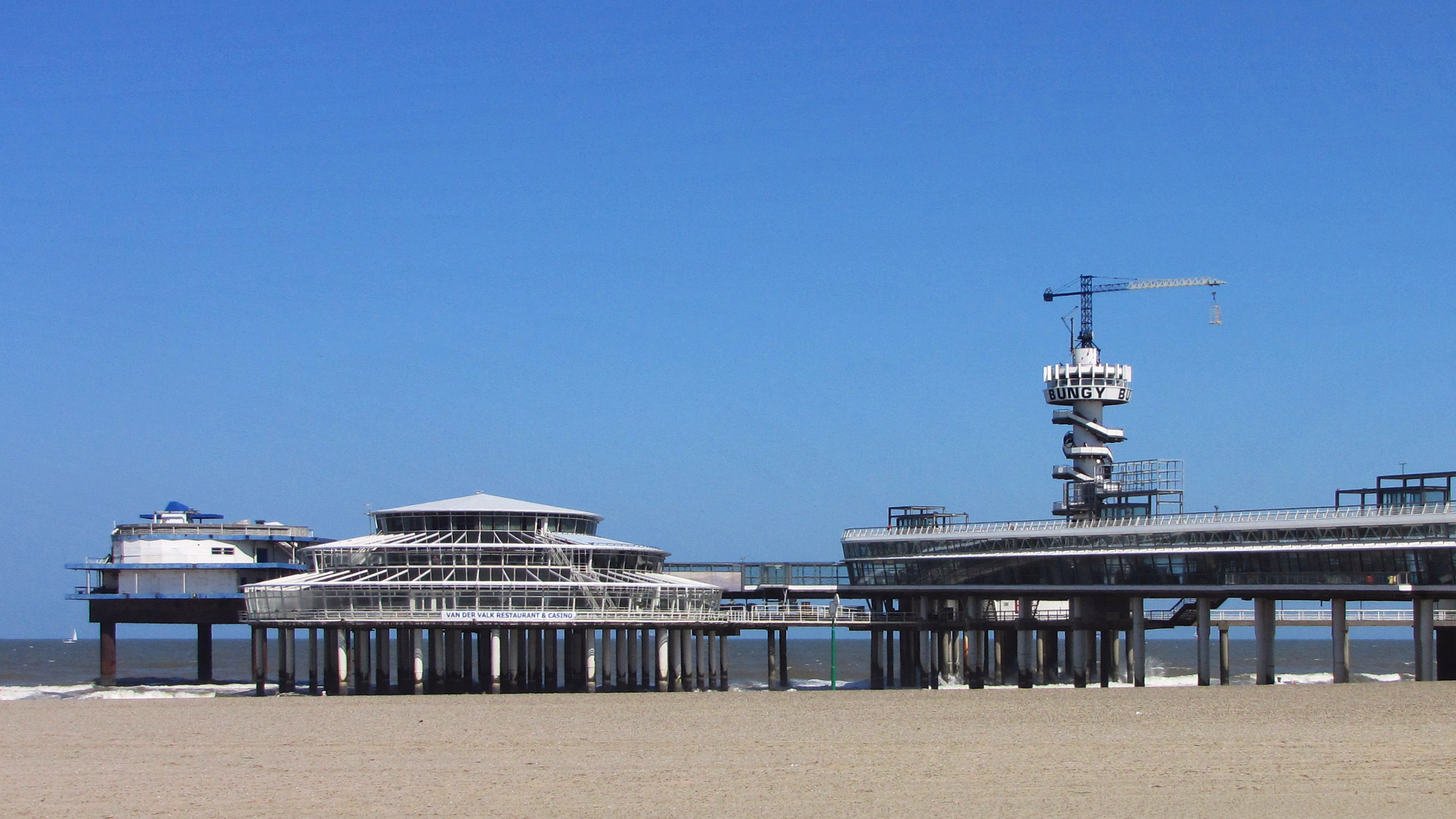
Scheveningse pier (Foto 2011)

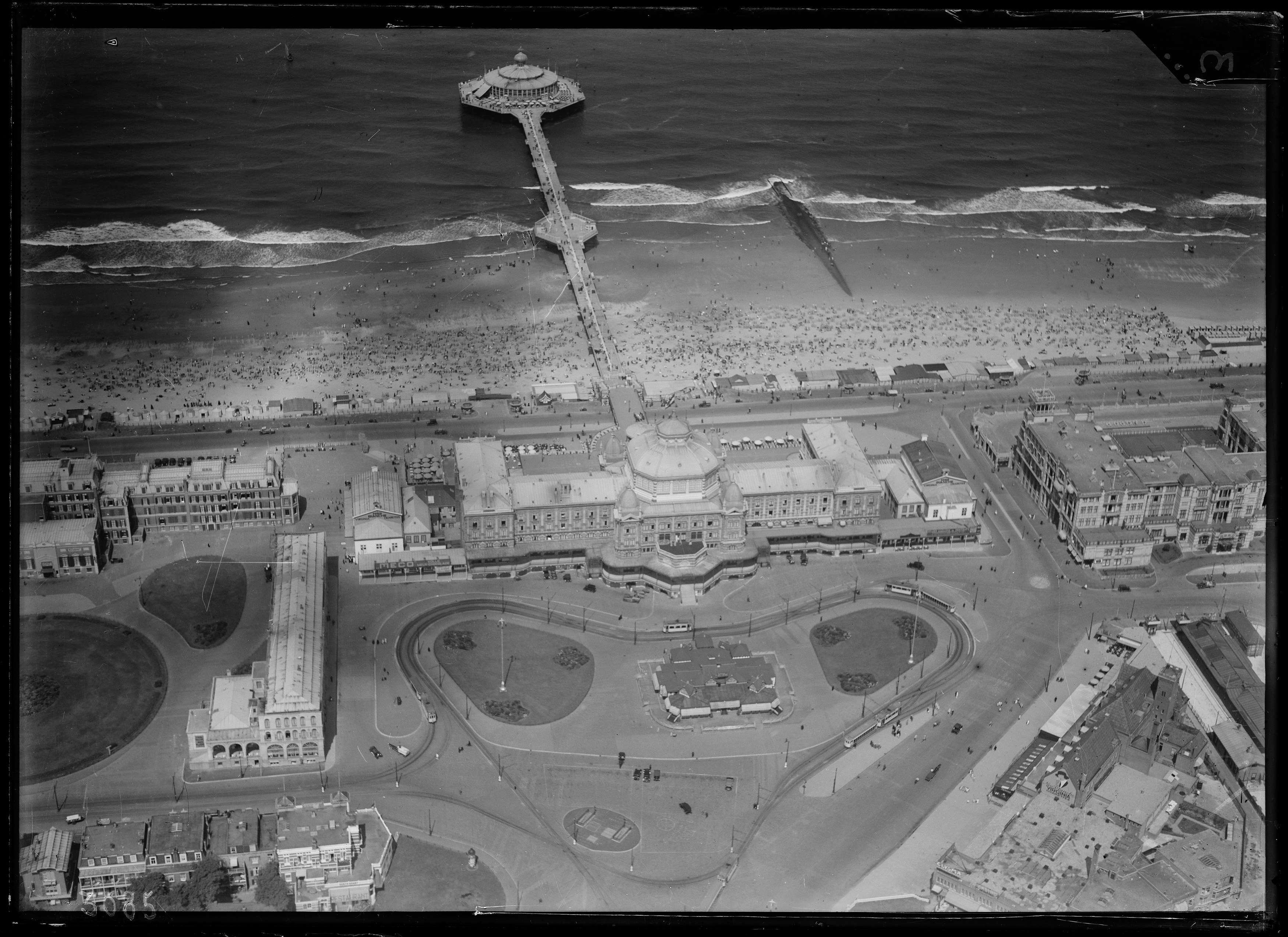
Luchtfoto door de Luchtvaartafdeeling, 1920-1940. Nederlands Instituut voor Militaire Historie.

De pier bestaat uit een geheel overdekte wandelpromenade met daarboven een open wandeldek en aan het uiteinde drie (tot 2016 vier) eilanden. Op het achterste eiland rechts (het toreneiland) staat een uitkijktoren met op 45 meter hoogte een uitkijkplatform dat - bij ideale weersomstandigheden - zicht tot 17 kilometer biedt. Aan de voet daarvan bevindt zich een pannenkoekenrestaurant en op de toren staat een bungeejumpinstallatie. In het gebouw op het voorste eiland links (zonne-eiland of Zuid eiland genoemd) is een restaurant (Pier Zuid) gevestigd. Het achteraf aan de pier toegevoegde stalen eiland lag het verst in zee en was als enige niet direct verbonden met de wandelpromenade, maar met het zonne-eiland. Tot de sluiting in februari 1991 was hier een attractie ondergebracht. Ook werd hier een aantal jaren het vuurwerk voor het Vuurwerkfestival Scheveningen afgestoken. Dit vuurwerk wordt tegenwoordig vanaf een drijvend ponton op zee afgestoken. Op het voorste eiland rechts (pirateneiland of schateiland genoemd) bevond zich een op kinderen gerichte amusementshal. De opbouw op dit eiland is in 2015 verwijderd, in afwachting van de bouw van een reuzenrad.Dit reuzenrad met de naam Skyview De Pier werd in 2016 officieel in gebruik genomen.

## De eerste pier: het Wandelhoofd Koningin Wilhelmina
Het Wandelhoofd Koningin Wilhelmina, de eerste pier van Scheveningen, werd door architect W.B. van Liefland en constructeur W. Wyhowski in opdracht van Maatschappij Zeebad Scheveningen (M.Z.S.) ontworpen en door prins Hendrik op 6 mei 1901 geopend. Deze houten constructie op een stalen onderstel lag direct achter het Kurhaus. Vanuit het hotel was een brug over de boulevard gemaakt zodat hotelgasten vanaf het terras de 372 meter lange en 8 meter brede promenade konden aflopen. Halverwege bevond zich een middenvak van 37 bij 26 meter en aan het uiteinde een achthoekig platform met daarop een eveneens achthoekig paviljoen. In het paviljoen, dat een middellijn van 37,7 meter en een hoogte binnenin van 15,7 meter had, konden 1200 bezoekers van muziekopvoeringen, toneelvoorstellingen en acrobatiek genieten. Aan de buitenzijde bevond zich een zevental winkels waar vruchten, sigaren en versnaperingen konden worden gekocht. In 1940 bedroeg de entreeprijs ƒ 0,15.
In het voorjaar van 1942 werd Scheveningen 'Sperrgebiet'. De Duitse bezetter gebruikte het paviljoen als opslag en plaatste afweergeschut op de pier. Om een invasie van de geallieerden te bemoeilijken werd 30 meter wandeldek verwijderd en voorzien van een hangbrug. Op 26 maart 1943 brandde het paviljoen volledig uit. Na de brand sloopten de Duitsers de pier door de houten opbouw van de palen af te zagen, vermoedelijk omdat ze bang waren dat de pier door de geallieerden gebruikt zou kunnen worden bij een zeeinvasie.

## De nieuwe pier

### Ontwerp en bouw
Op 17 september 1959 werden de bouwwerkzaamheden voor de nieuwe pier geopend door burgemeester Hans Kolfschoten van Den Haag, die de bouw had bepleit bij minister Herman Witte van Wederopbouw. De nieuwe pier kwam iets noordelijker te liggen dan de vorige, in het verlengde van de Zwolsestraat, omdat men de betonnen constructie niet vond passen bij het statige Kurhaus. Het ontwerp was van de Rotterdamse architecten Huig Maaskant, Dick Apon en Dirk Jan Dijk. Laatstgenoemde had in 1955 een prijsvraag voor het ontwerp van een nieuwe pier gewonnen, al werd dat ontwerp uiteindelijk niet uitgevoerd. Opdrachtgever was de Exploitatie Maatschappij Scheveningen (E.M.S.), de rechtsopvolger van de M.Z.S. Namens de E.M.S. had in het bijzonder secretaris Anthony Adama Zijlstra zich ingespannen een nieuwe pier te realiseren. Vanwege een gebrek aan eigen middelen financierde de E.M.S. de bouwsom van 7 miljoen gulden met een lening van de Westlandsche Hypotheekbank. De pier is gebouwd door een bouwcombinatie van VAB (Verenigde Aannemings Bedrijven, nog tijdens de bouw hernoemd tot Intervam) van Reinder Zwolsman en HBM (Hollandsche Beton Maatschappij). Op vrijdag 19 mei 1961, een opvallend koude dag, werd de pier geopend door prins Bernhard, die namens de E.M.S. vergezeld werd door Adama Zijlstra en president-commissaris Jaap van Till. De uitkijktoren werd opengesteld op 19 april 1962.
De pier bestond uit een 12 (bij de aansluiting met de boulevard: 19) meter brede wandelpromenade die door een windschut in een 8 meter breed open, en een vier meter breed overkapt deel werd verdeeld. Aan de promenade waren drie eilanden gekoppeld, waarvan het grootste (het zonne-eiland van 2500 vierkante meter) een restaurant, genaamd Nautica, en een zonnedek had. Het toreneiland had een uitkijktoren, een cafetaria (Sirene), een visring en op het schateiland bevonden zich de door de firma Hommerson geëxploiteerde arcadehal Hommerson's Sportland en daarboven een kinderspeeltuin. Daarnaast waren op de promenade en de eilanden verschillende attracties, souvenir- en andere winkels gevestigd. De nieuwe pier was met 12.000 vierkante meter tweemaal zo groot als de oude. De toegangsprijs bedroeg ƒ 0,50, voor toegang tot Hommerson's Sportland moest ƒ 0,25 extra worden betaald.

## Afbeeldingen

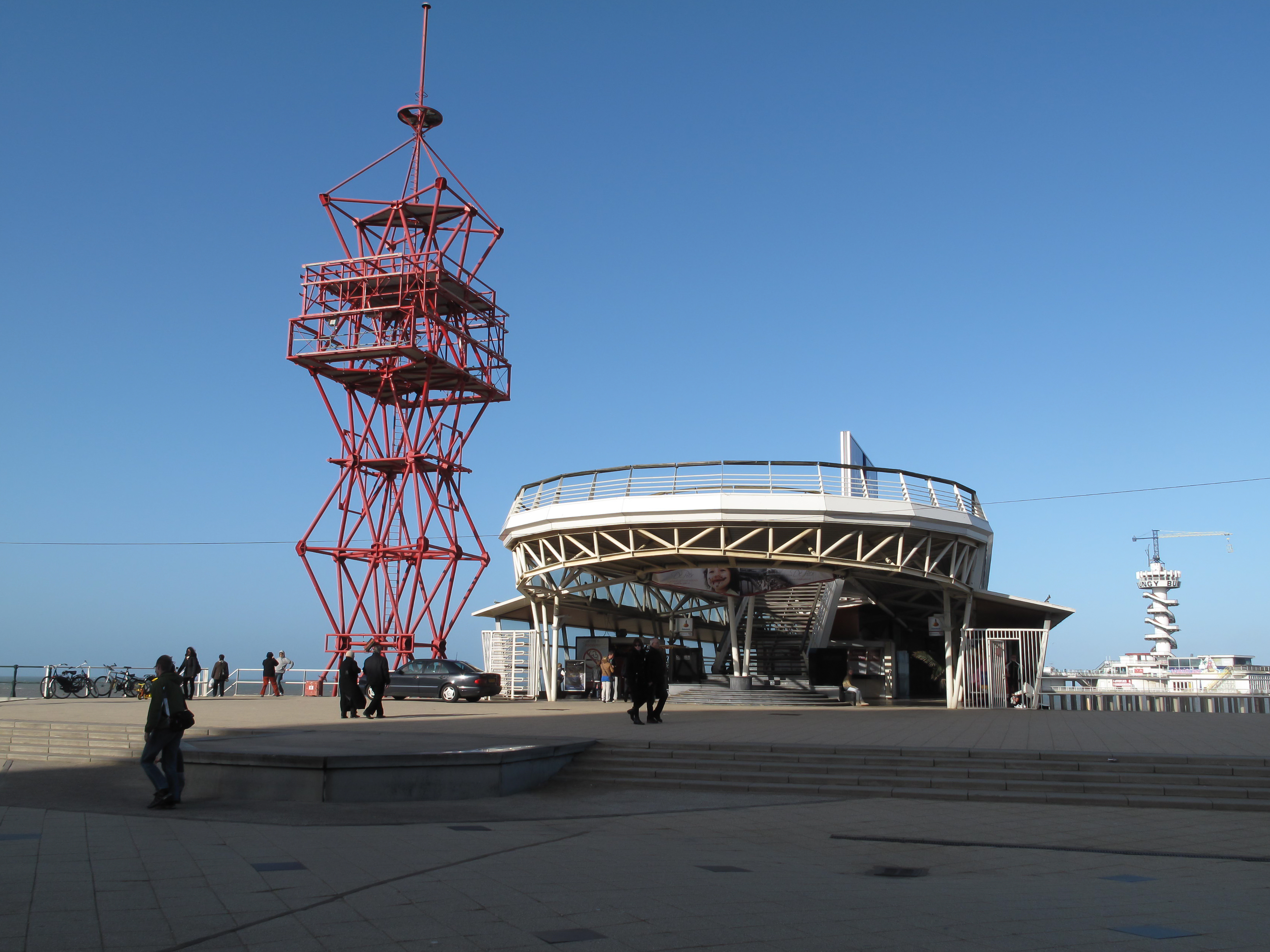
Scheveningen, ingang bij de pier
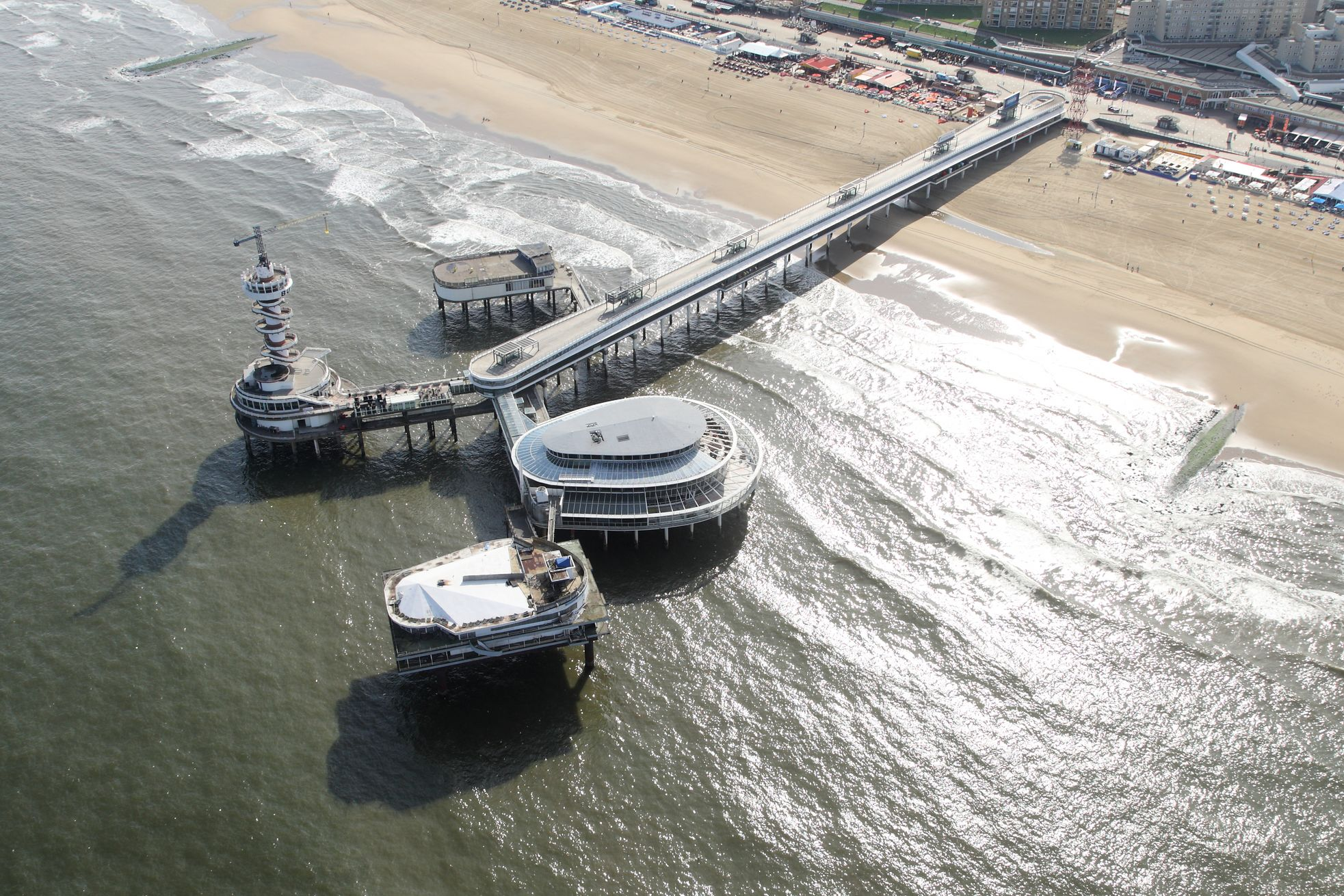
Luchtfoto van de pier
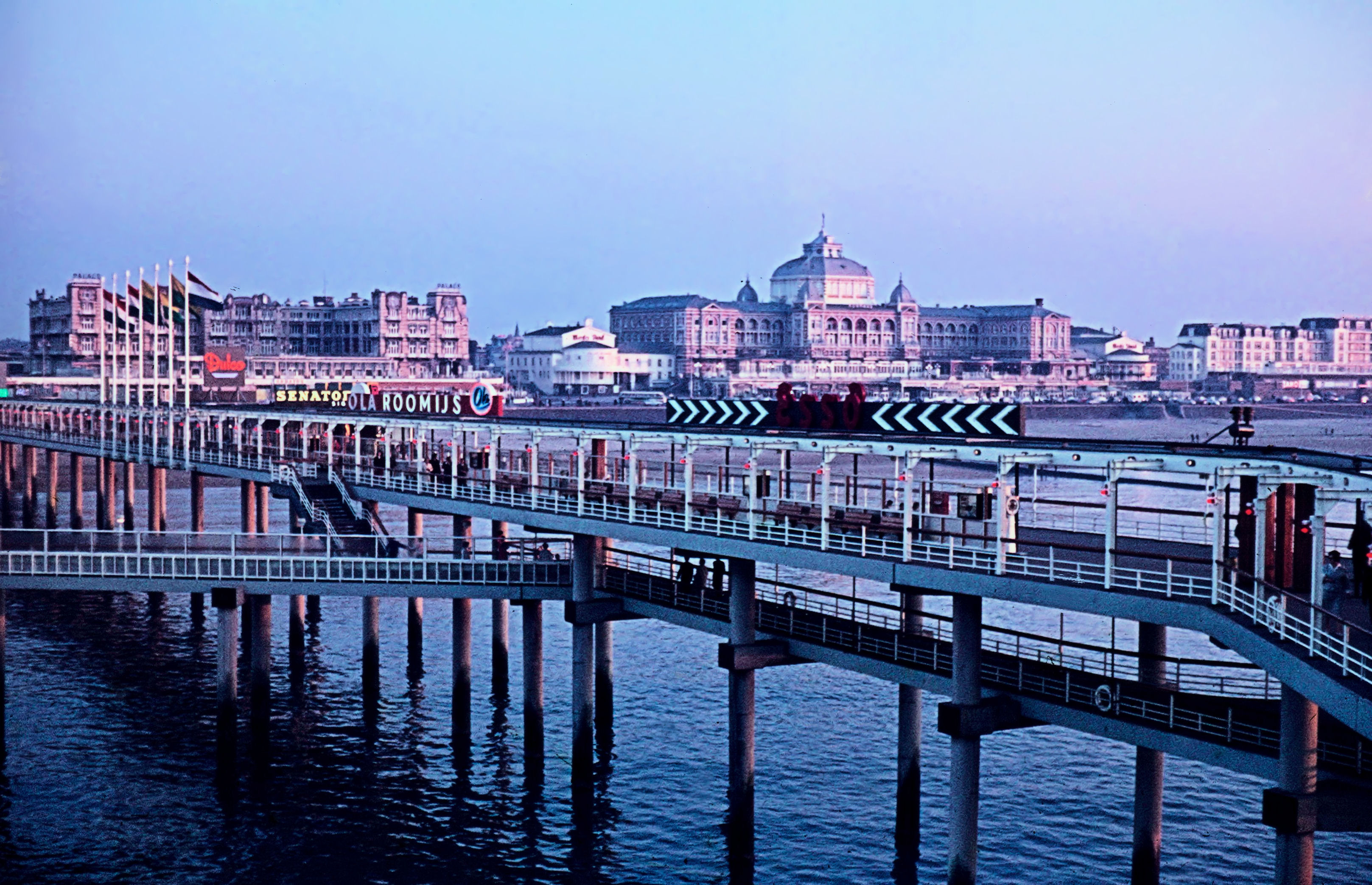
De pier en het Kurhaus in 1962
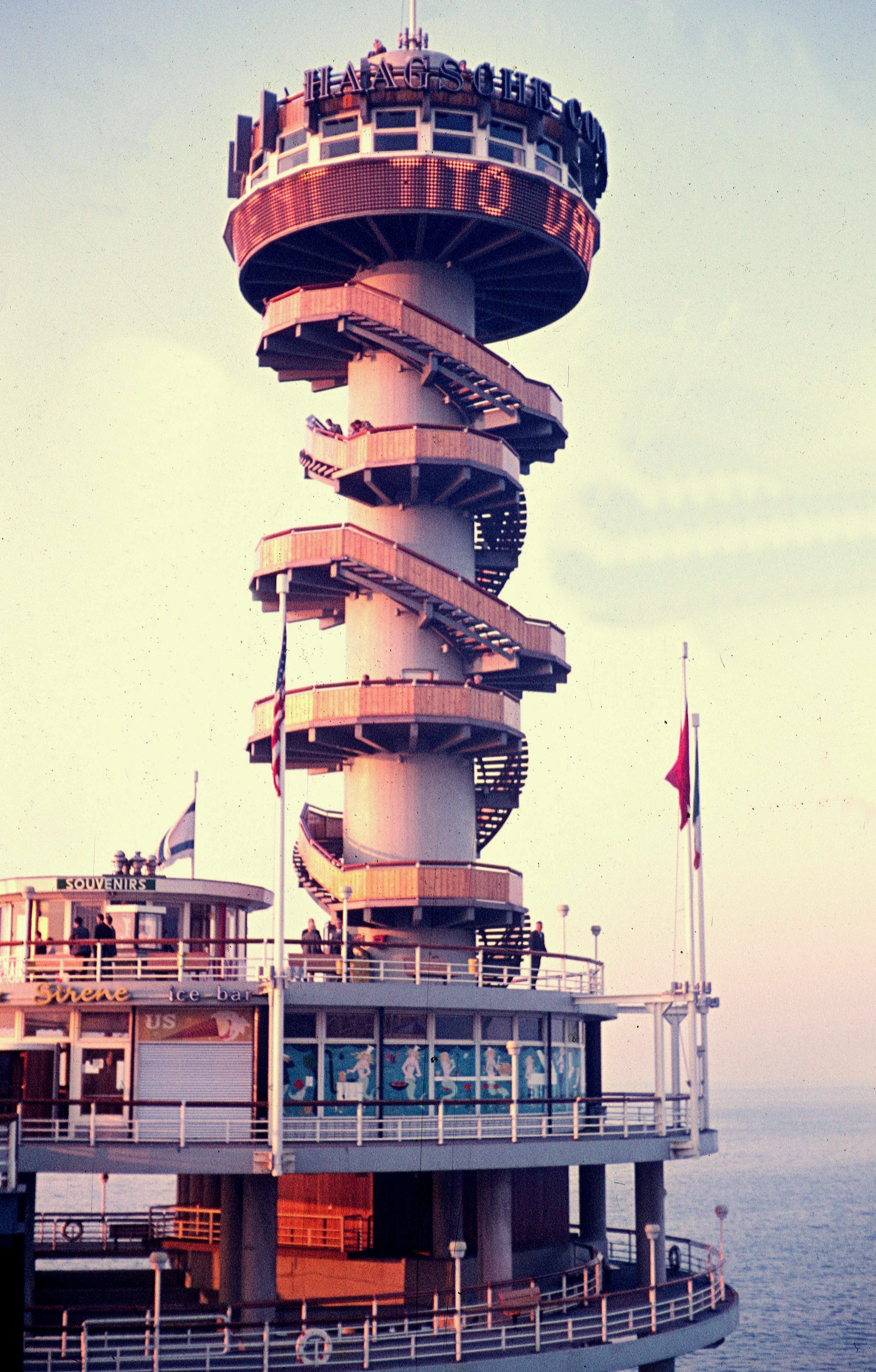
De uitkijktoren in 1962
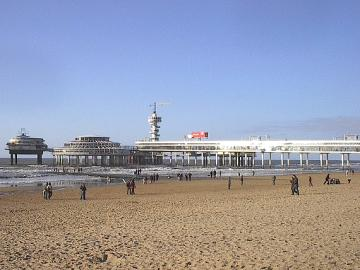
De pier van enige afstand
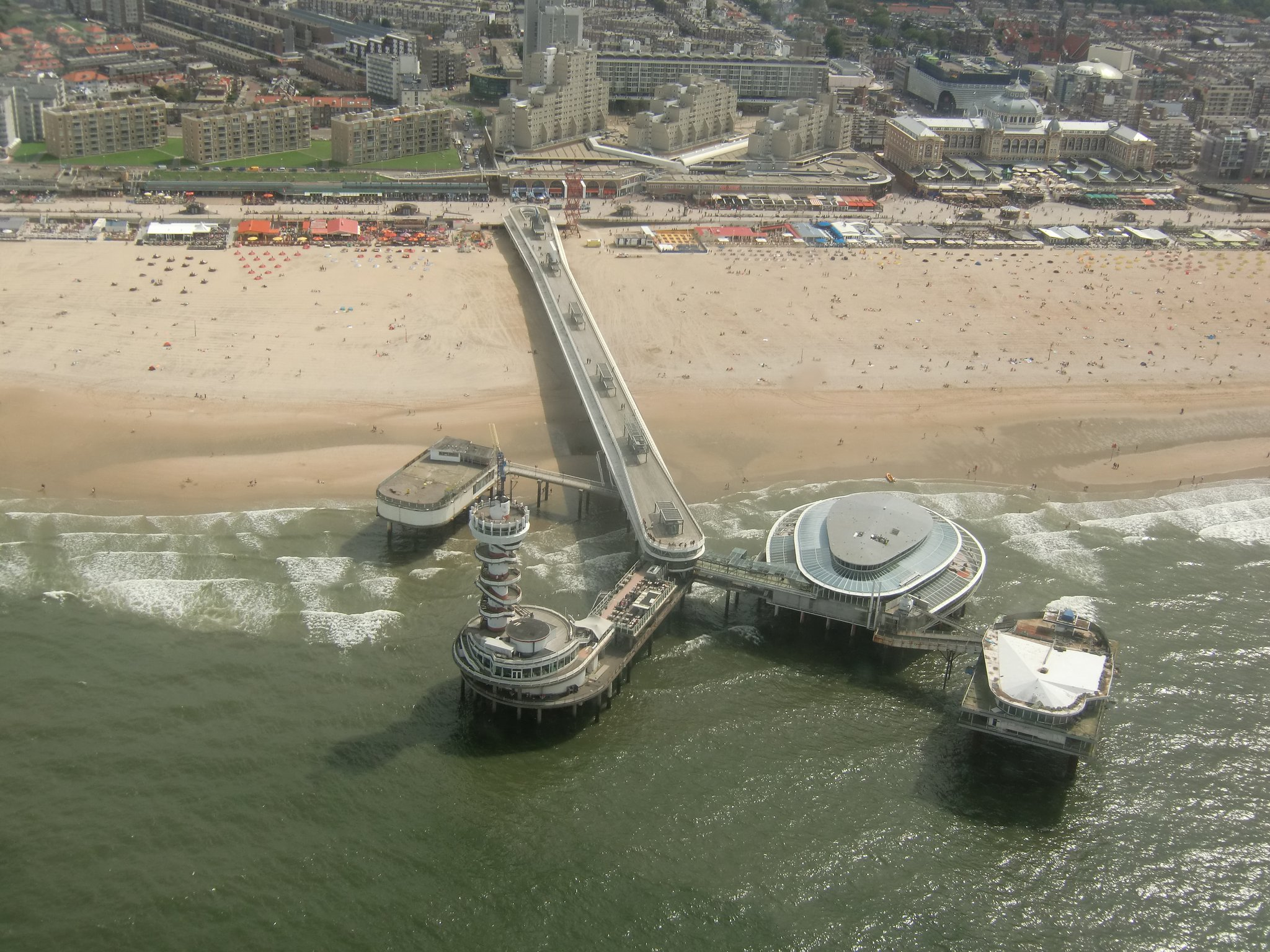
De pier 2011
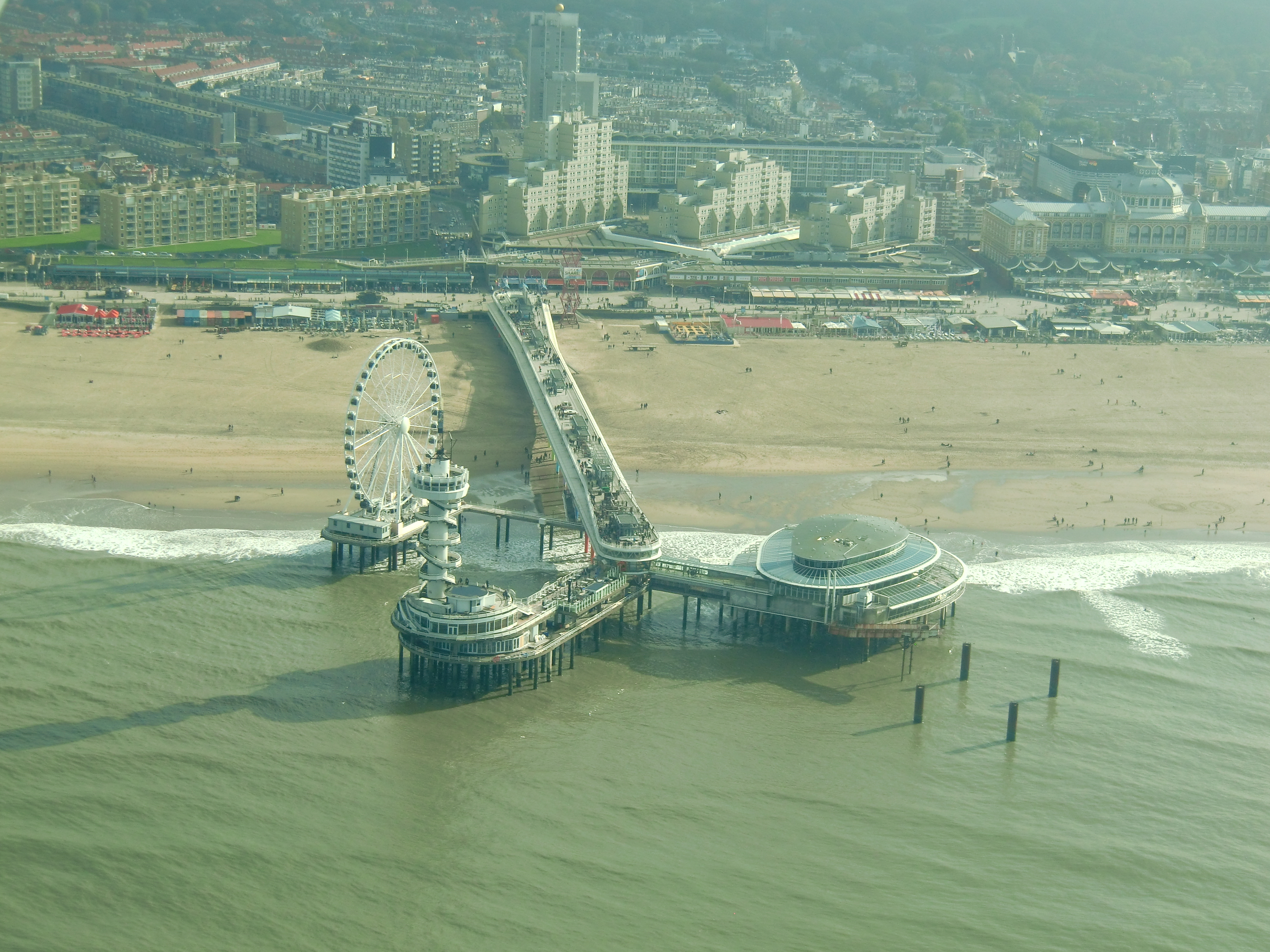
De pier 2016, nadat het stalen eiland is verwijderd
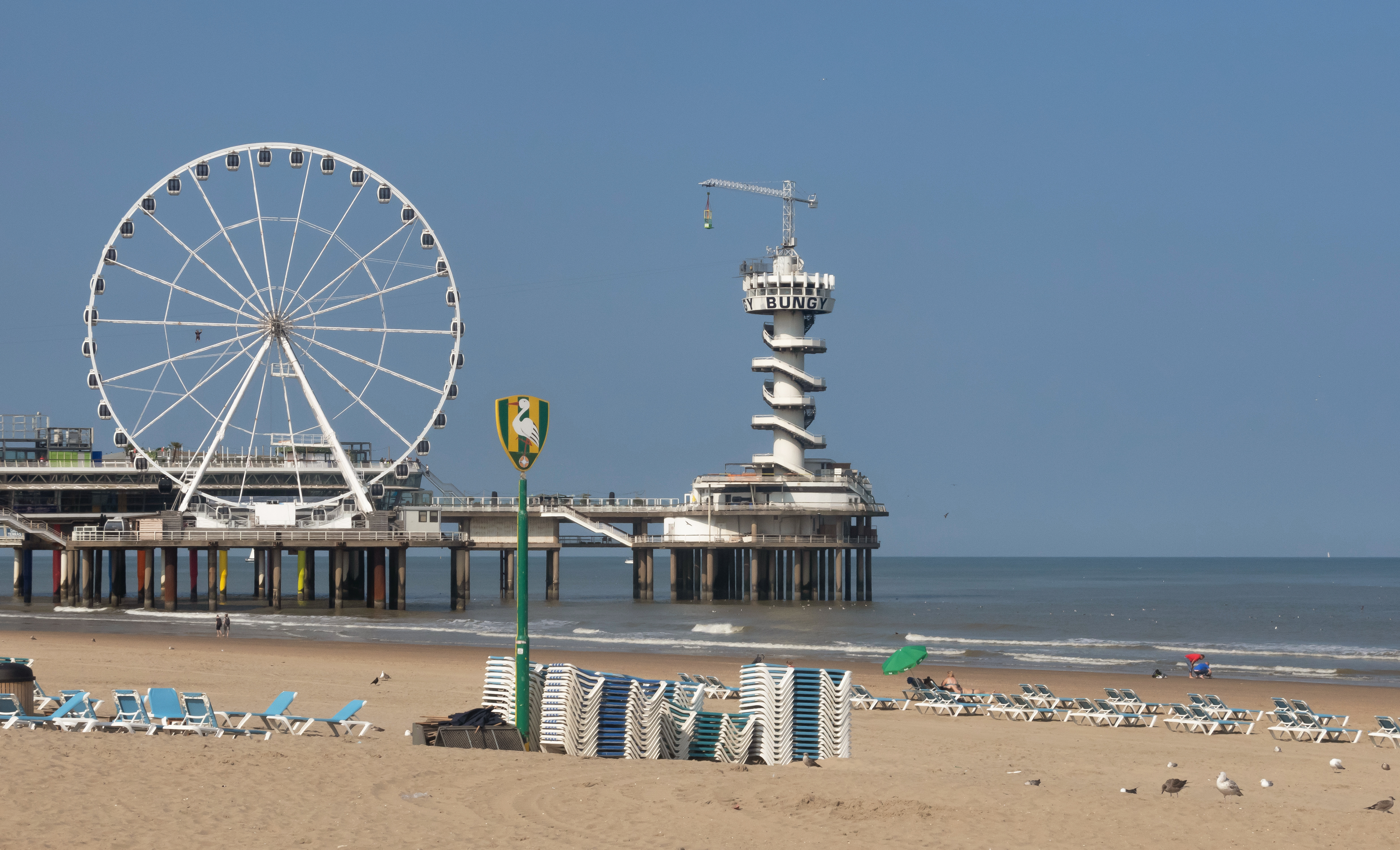
De pier 2021
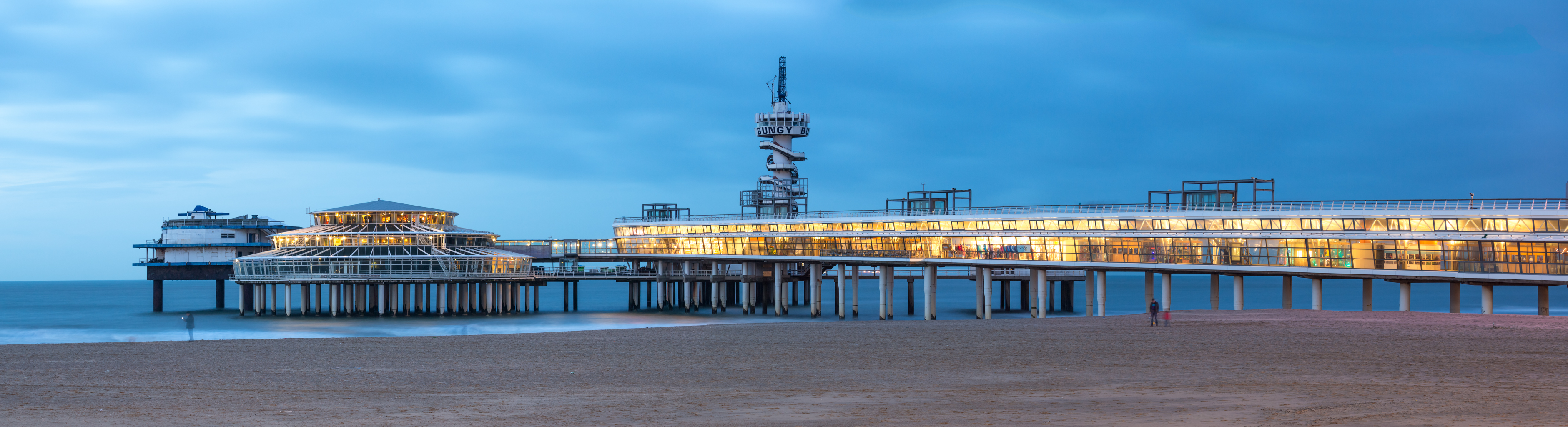
Panorama van de Scheveningse pier tijdens het 'blauwe uur'

## Het Flintstonedorp in de jaren 1965

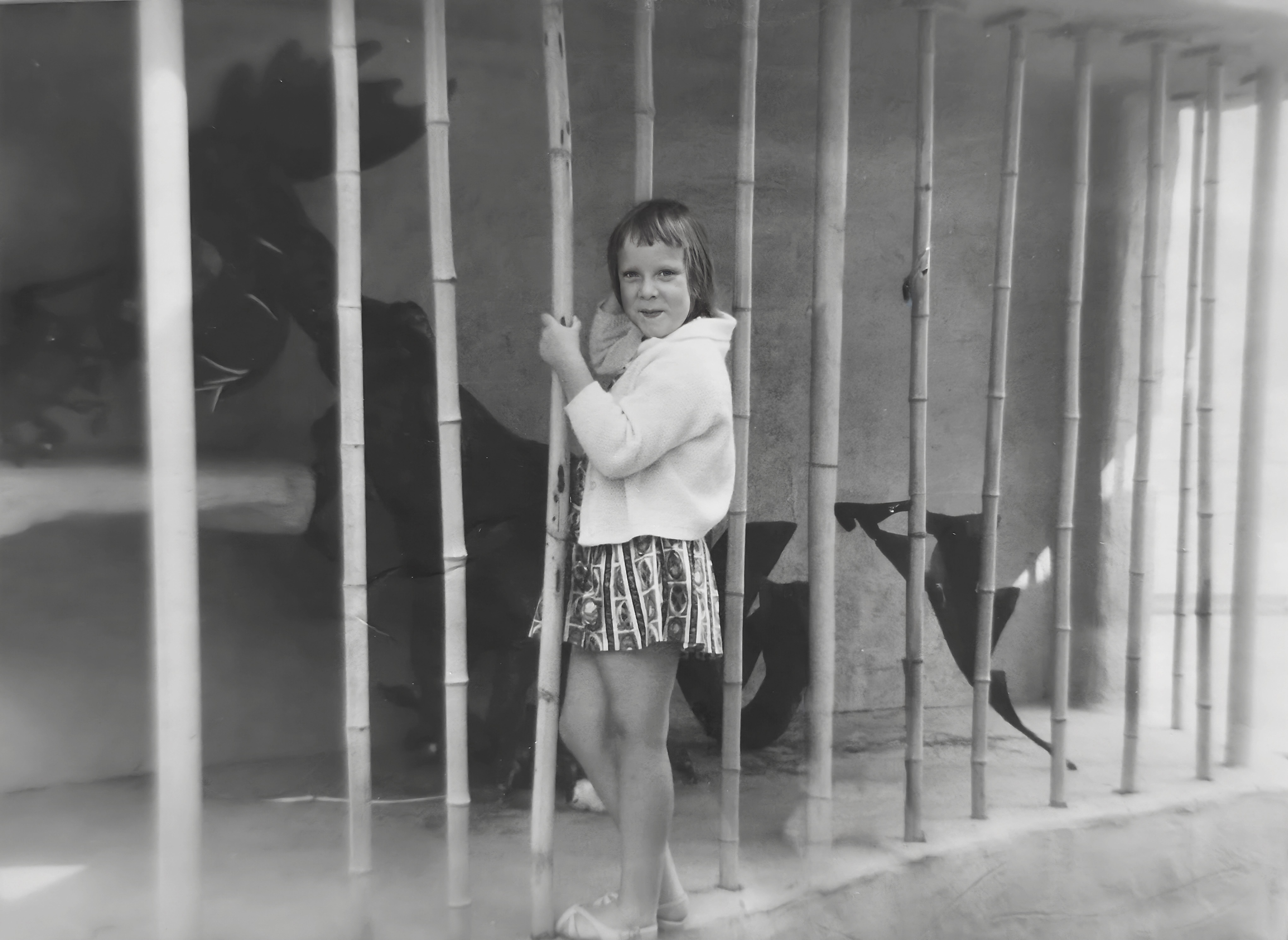
1965 Flintstonedorp Scheveningen (Wilma Lippens)
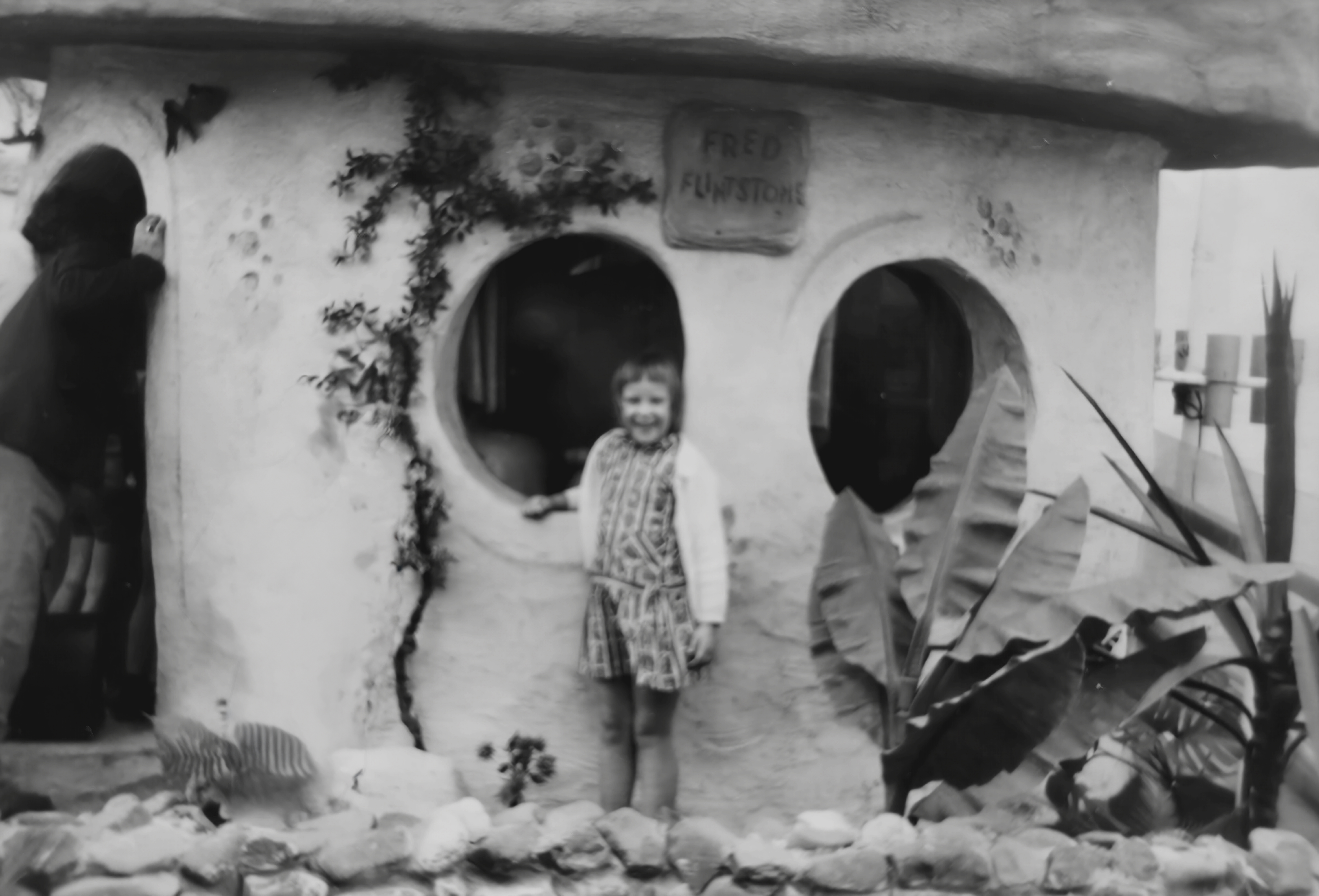
1965 Flintstonedorp Scheveningen (Wilma Lippens)
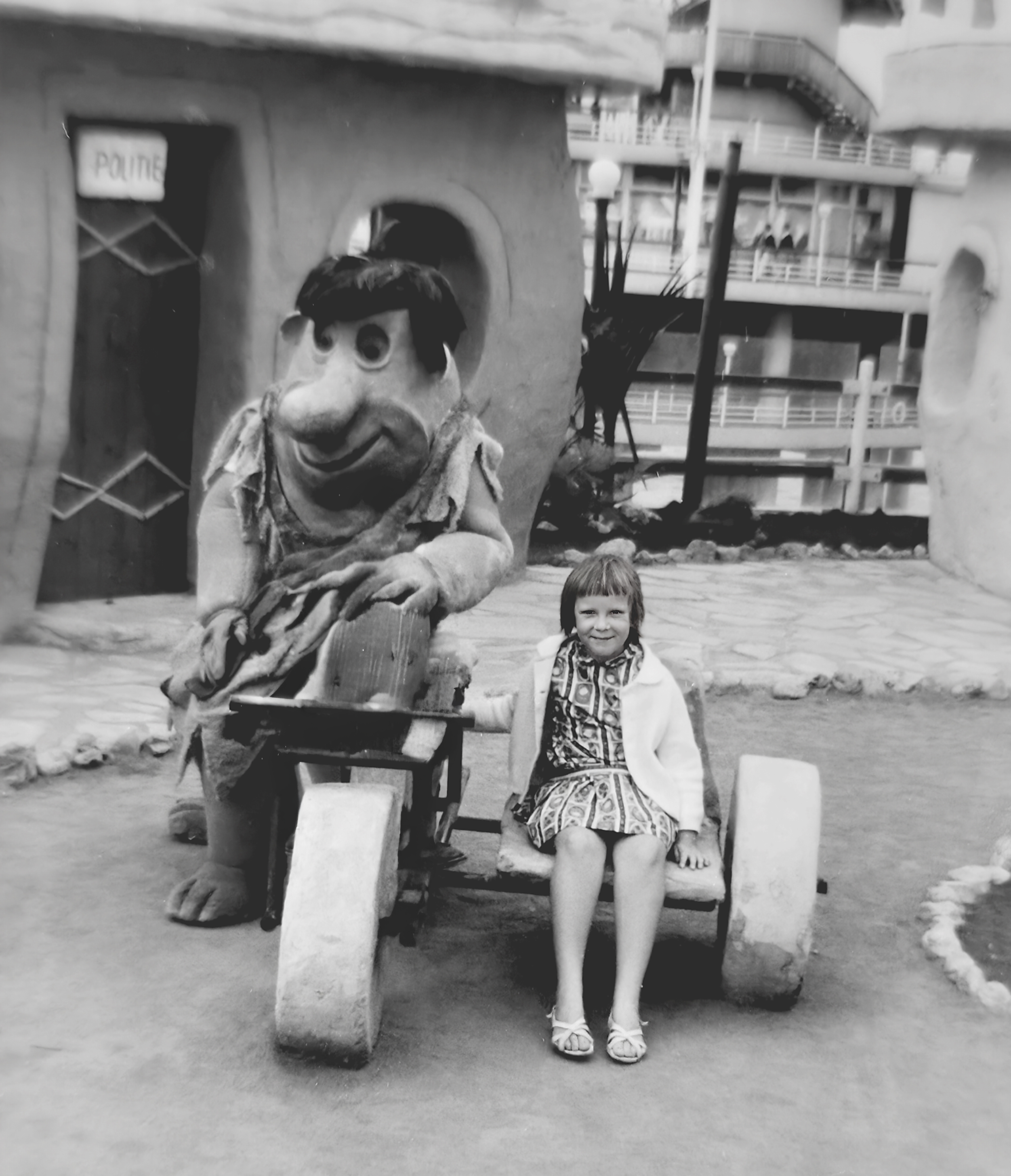
1965 Flintstonedorp Scheveningen (Wilma Lippens)
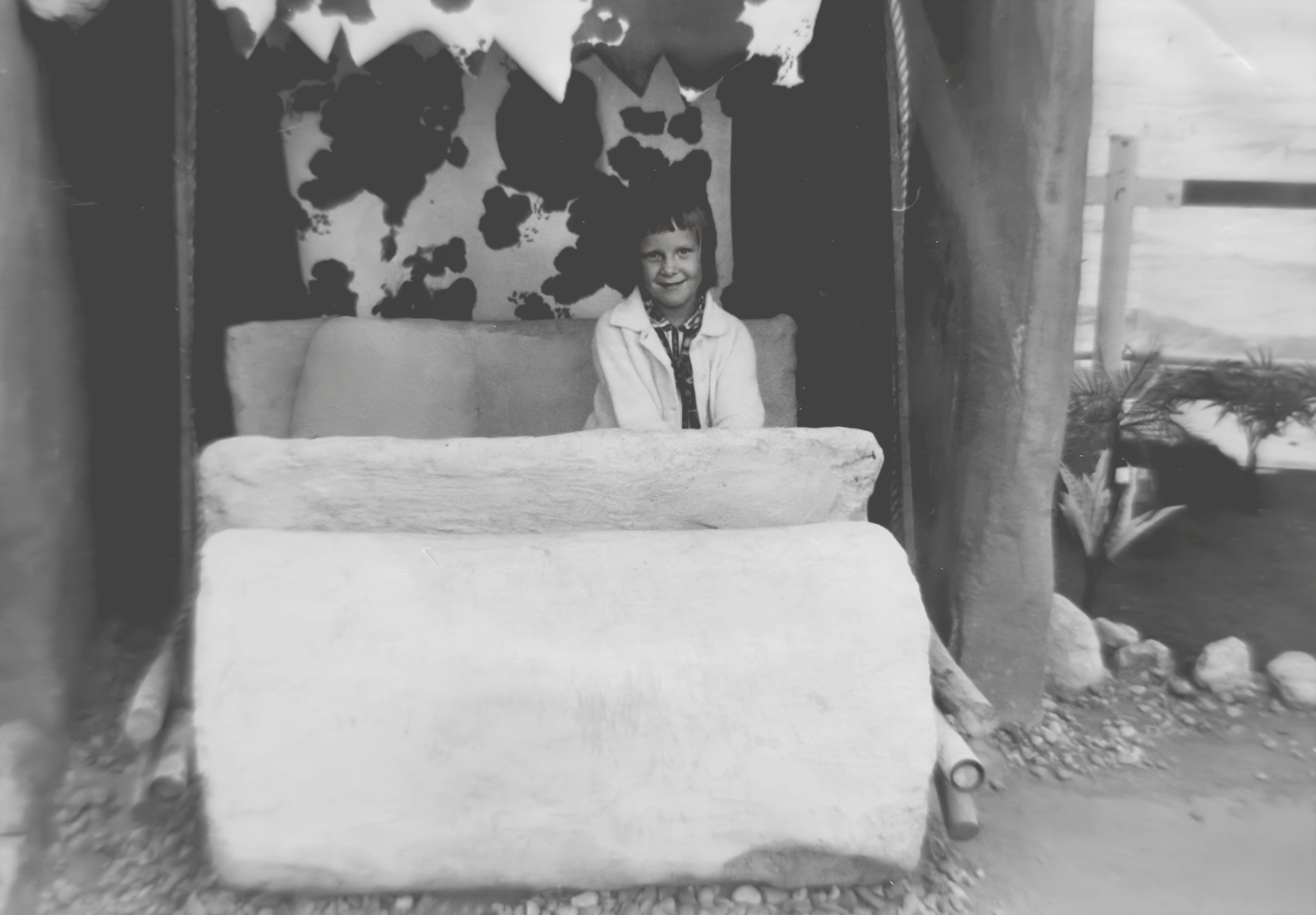
1965 Flintstonedorp Scheveningen (Wilma Lippens)
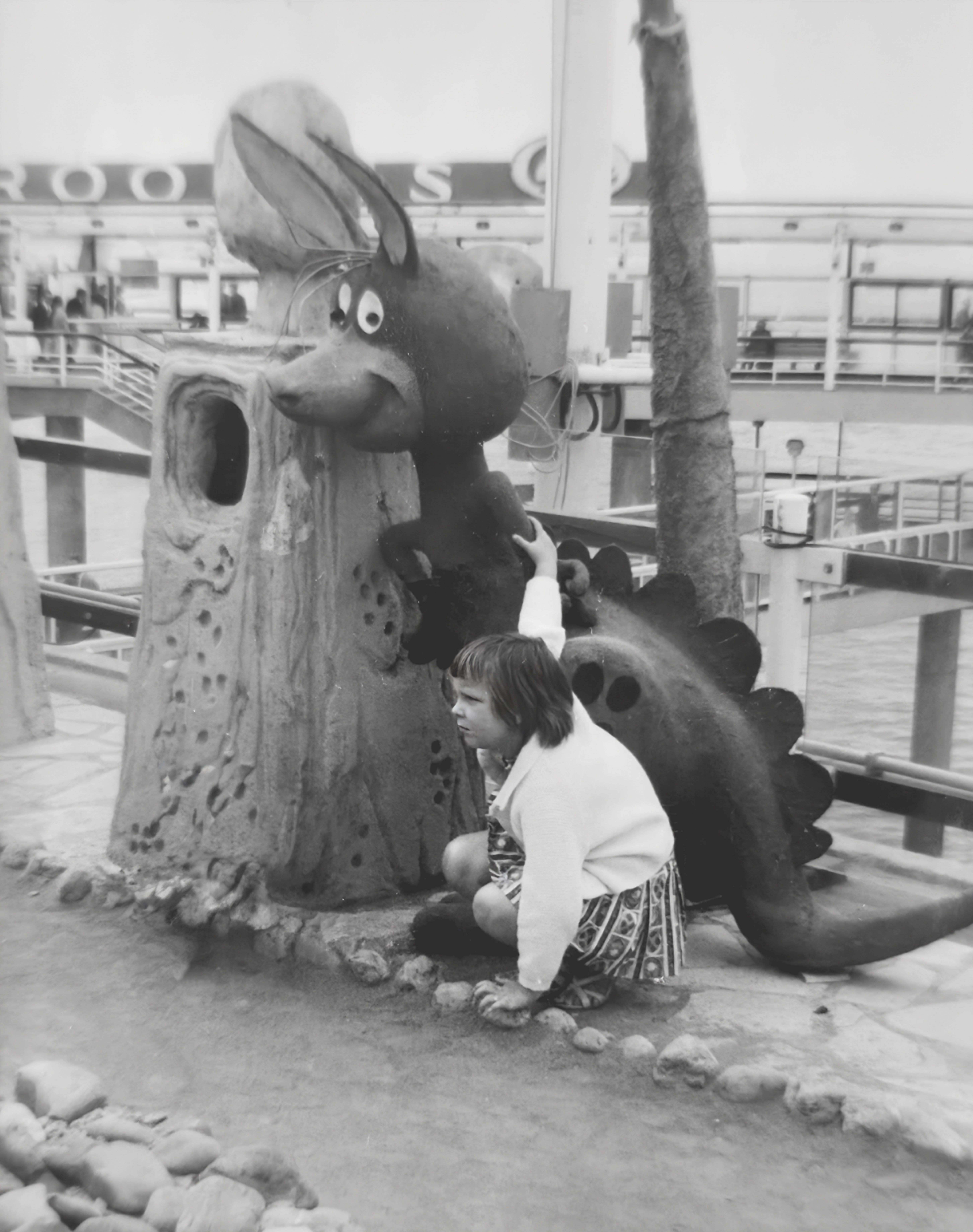
1965 Flintstonedorp Scheveningen (Wilma Lippens)
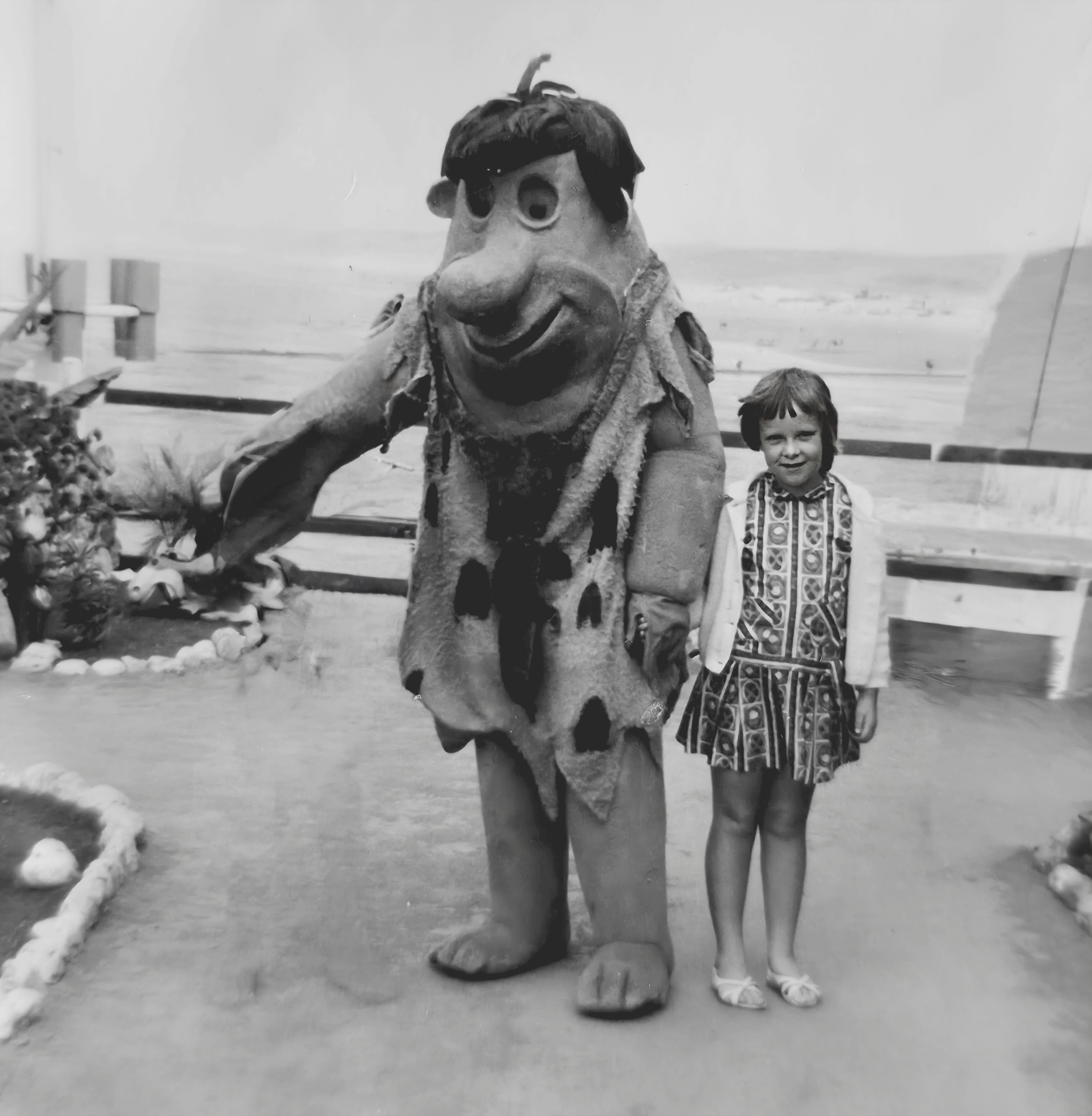
1965 Flintstonedorp Scheveningen (Wilma Lippens)
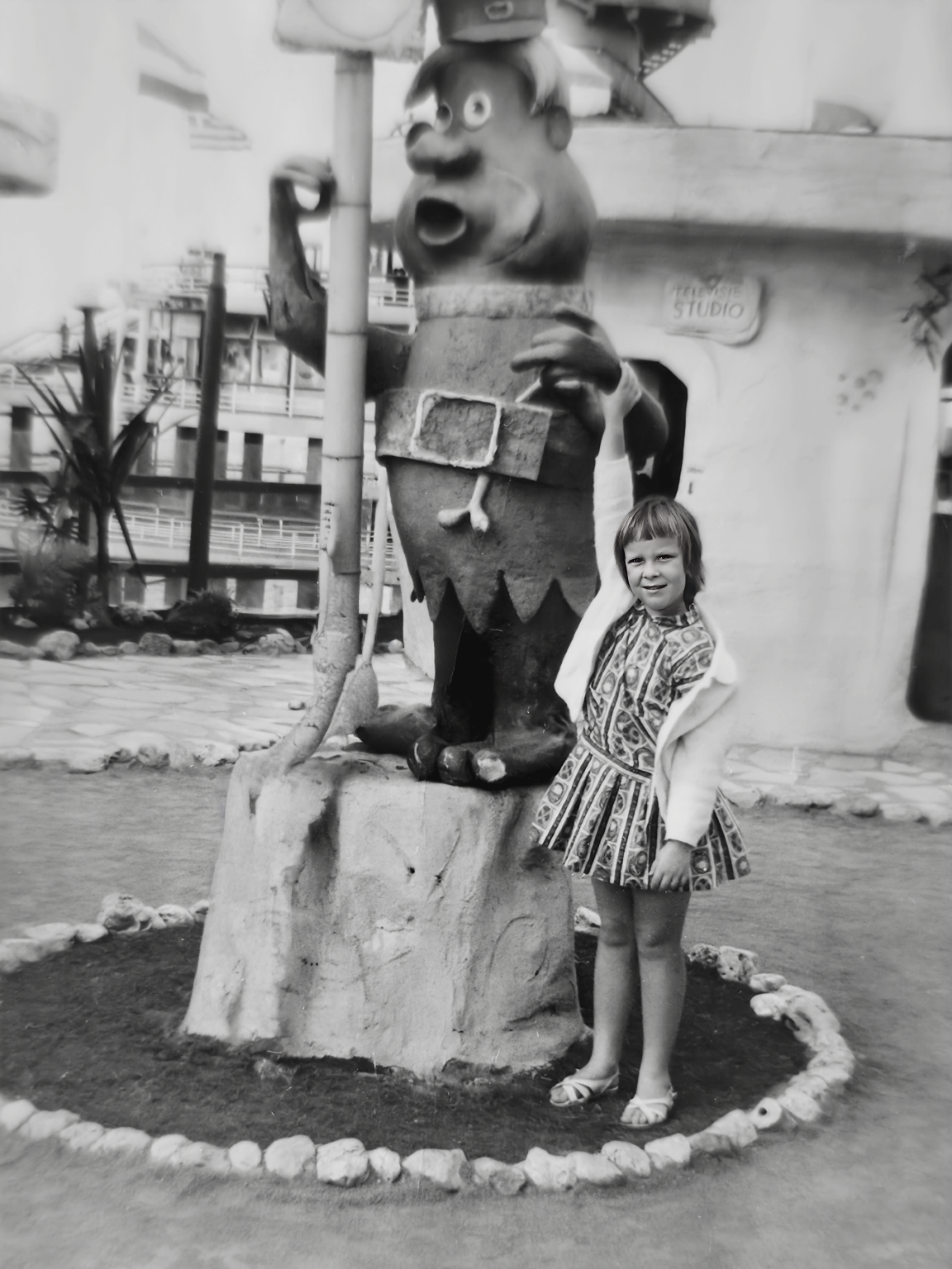
1965 Flintstonedorp Scheveningen (Wilma Lippens)
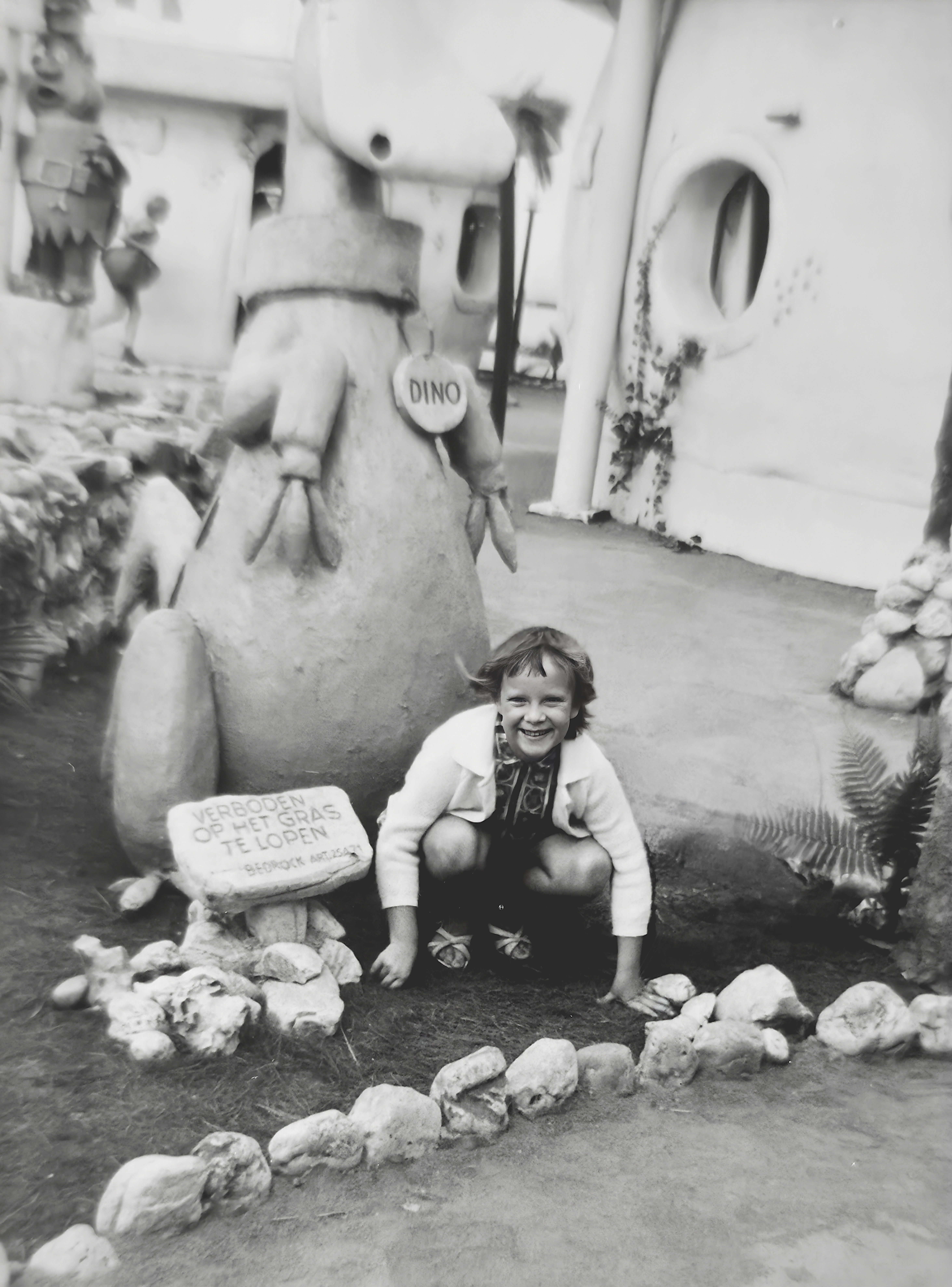
1965 Flintstonedorp Scheveningen (Wilma Lippens)

### De periode Zwolsman
Al na twee dagen kon de honderdduizendste bezoeker worden geteld en op 23 september 1961 de miljoenste. Bouwer Zwolsman kocht daarop in korte tijd met zijn N.V. Landbank zoveel aandelen E.M.S. dat hij op 29 januari 1962 de volledige zeggenschap verkreeg. Het jaar daarop verdubbelde hij de toegangsprijs van de pier tot een gulden (circa € 0,45). Minister Andriessen van Economische Zaken vaardigde daarop in het kader van de geleide loon- en prijspolitiek een beschikking uit waarin werd bepaald dat de toegangsprijs maximaal ƒ 0,55 mocht bedragen. Zwolsman tekende daartegen beroep aan en werd begin 1965 in het gelijk gesteld.
Op 5 augustus 1964 werd het in opdracht van Zwolsman gebouwde vierde eiland naar de pier gesleept, waarna de vier 1,8 meter dikke poten in de zeebodem werden verankerd en het eiland met pneumatische vijzels omhoog werd gekrikt. Daarna werd het door middel van een loopbrug met het zonne-eiland verbonden. Dit eiland is opgebouwd uit staal in plaats van beton en wijkt uiterlijk sterk af van de rest van de pier. Bouwer van het vierde eiland was Verolme Dok- en Scheepsbouw Maatschappij N.V. in Rozenburg van Cornelis Verolme. De reden hiervoor was dat de overheid geen toestemming gaf voor uitbreiding van de pier waarvoor een beroep zou moeten worden gedaan op de toen schaarse bouwcapaciteit voor woning- en utiliteitsbouw. Het eiland, door Zwolsmans vrouw op 9 juni 1964 Monitor gedoopt, meet 38 bij 23 meter en de bouwkosten bedroegen 4 miljoen gulden. Op het bovendek werden twee bars en een als schip ingericht restaurant (Le Pirate) ondergebracht. Het onderdek werd ingericht met als thema Onderwaterwonderland, waar bezoekers vanuit over een monorail voortbewogen capsules uitzicht hadden op nagemaakte vissen, wier en (echt) koraal. De toegangsprijs voor deze attractie bedroeg bij de opening op 26 september 1964 ƒ 2,50 voor volwassenen en ƒ 1,00 voor kinderen.
Het aantal bezoekers van het openingsjaar, 2.225.000, zou niet meer worden geëvenaard. In de slechte zomers van 1962 en 1963 kwam men tot 1.664.000 en 1.324.000 miljoen bezoekers. Daarna namen de aantallen af tot 600.000 in 1971. Aan het beheer door Zwolsmans E.M.S. kwam een einde in 1972, toen de pier voor een periode van vijf jaar werd verpacht aan horecaondernemer Jacques Speyer. Hij probeerde de gedaalde populariteit van de pier te vergroten met nieuwe attracties en door halvering van de entreeprijs, van ƒ 2,00 tot ƒ 1,00.

### Het Consortium Scheveningen
In 1973 nam Verenigde Bedrijven Bredero N.V., bekend van de bouw van Hoog Catharijne in Utrecht, de pier en andere vervallen Scheveningse bezittingen van de E.M.S. over. Voor het beheer richtte Bredero het Beheerskantoor Scheveningen B.V. (BKS) op, dat later ook de Palace Promenade en een aantal parkeergarages in Scheveningen zou beheren. In 1976 bracht Bredero de herontwikkeling van Scheveningen onder in Consortium Scheveningen B.V., waarvan Bredero (50%), verzekeraar Nationale-Nederlanden, FGH (Friesch Groningsche Hypotheekbank) en Amfas Groep (ieder 16 2/3%) de aandeelhouders waren. Twee jaar later voerde het consortium een grote verbouwing aan de pier uit, waarbij restaurant Nautica op het zonne-eiland werd gerenoveerd en een nieuwe attractie met de naam 20.000 mijlen onder zee werd gebouwd op het stalen eiland. Vanuit een nagemaakte onderzeeboot, de Nautilus, konden bezoekers verschillende onderzeese taferelen bekijken, waaronder een kwaadaardige reuzenoctopus die hen liet schrikken door met een tentakel op een raam van de Nautilus te tikken. Het restaurant op dit eiland kwam daarbij te vervallen en de naam Le Pirate werd sindsdien voor het restaurant op het toreneiland gebruikt.
Vanaf 1987 bleef Nationale-Nederlanden na het faillissement van Bredero en fusies van FGH en Amfas als enige aandeelhouder van het consortium over. Plannen om de pier te overdekken en te voorzien van een geheel nieuwe opbouw op de vier eilanden vonden geen doorgang omdat partner Philips zich vanwege budgetoverschrijdingen terugtrok. De pier raakte ondertussen vanwege gebrekkig onderhoud ernstig in verval en veel winkelruimtes, de na het vertrek van Hommerson Silvercity genoemde amusementshal op het schateiland en het gehele stalen eiland werden gesloten. De verzekeringsmaatschappij was inmiddels van mening dat het beheer van de pier niet tot haar kerntaken behoorde en wilde af van de jaarlijkse exploitatietekorten.

### Overname door Van der Valk
In 1991 werd een koper gevonden in horecaconcern Van der Valk, dat de pier voor het symbolische bedrag van één gulden overnam. Vervolgens heeft Van der Valk 118 van de 187 betonnen pijlers laten renoveren en in 1994 opende het concern een nieuw restaurant op het zonne-eiland. In 1996 werd de uitkijktoren, waar op 17 juli 1994 nog een bezoeker door de verrotte vloer was gezakt, opgeknapt en in 1998 startte de verbouwing van de wandelpromenade, waarbij deze geheel werd overdekt. Sinds 2001 exploiteerde Van der Valk een speelhal (casino) boven het restaurant. Van der Valk stelde de entreeprijs aanvankelijk vast op ƒ 2,50 maar gaf deze in 2004 vrij.
Van der Valk investeerde uiteindelijk ruim 20 miljoen euro in de pier, bijna driemaal de oorspronkelijk geraamde 16 miljoen gulden (ruim 7 miljoen euro).

### Verval en sluiting
Van der Valk beëindigde de werkzaamheden in 2001, hoewel het schateiland, het stalen eiland en delen van het toreneiland nog niet waren gerenoveerd. Na eerdere grote branden in 1968 en 1994 brak in de nacht van 5 op 6 september 2011 brand uit in een gebouw boven het schateiland. De brandweer had het vuur snel onder controle en er vielen geen gewonden, maar de amusementshal raakte zwaar beschadigd en het eiland werd gesloten voor het publiek. Van der Valk maakte op 19 maart 2012 bekend de pier te willen verkopen, omdat de hoge onderhoudskosten een rendabele exploitatie onmogelijk maakten. Bovendien bleek de gewenste uitbreiding met een hotel niet mogelijk te zijn, omdat de pijlers van de pier daarvoor onvoldoende draagvermogen hadden. Ook zag de gemeente Den Haag een groot hotel in zee niet zitten omdat dit zou leiden tot horizonvervuiling. Een koper werd echter niet gevonden.
Nadat zij eerder gevaarlijke delen onder en in de door betonrot aangetaste wandelpromenade had afgezet zond de gemeente in november 2012 een last onder bestuursdwang aan De Scheveningse Pier Vastgoed B.V., de vennootschap waarin Van der Valk de pier had ondergebracht, waarbij ze het bedrijf gelastte het noodzakelijke onderhoud te plegen of het dek te ondersteunen door een onderstempeling. Het bedrijf voldeed hier niet aan, waarna de gemeente de ondersteuning liet aanbrengen.
In 2012 heeft Van der Valk haar zogenoemde 403-verklaring, op grond waarvan ze aansprakelijk was voor schulden van De Scheveningse Pier Vastgoed B.V. en De Scheveningse Pier Exploitatie B.V. bij de Kamer van Koophandel ingetrokken. Op aanvraag van Van der Valk zijn deze beide vennootschappen op 15 januari 2013 failliet verklaard. Curator Marc Udink beëindigde op diezelfde datum de exploitatie van het restaurant maar hield de pier, inclusief het door een andere vennootschap van het Van der Valk-concern geëxploiteerde casino, open. Een voor 24 september 2013 geplande openbare veiling moest wegens gebrek aan belangstelling worden geannuleerd.
Over de bouwkundige staat ten tijde van het faillissement bestond verschil van inzicht. Volgens rapporten van ingenieursbureaus Royal HaskoningDHV en Witteveen en Bos was de constructie grotendeels goed, maar volgens andere deskundigen en veel bezoekers verkeerde de pier in slechte staat. Onomstreden was dat de niet gerenoveerde pijlers, de betonnen vloer boven het strand en het stalen eiland er slecht aan toe waren. Op last van de gemeente Den Haag werd de pier op vrijdag 11 oktober 2013 gesloten omdat het gebouw niet brandveilig was.

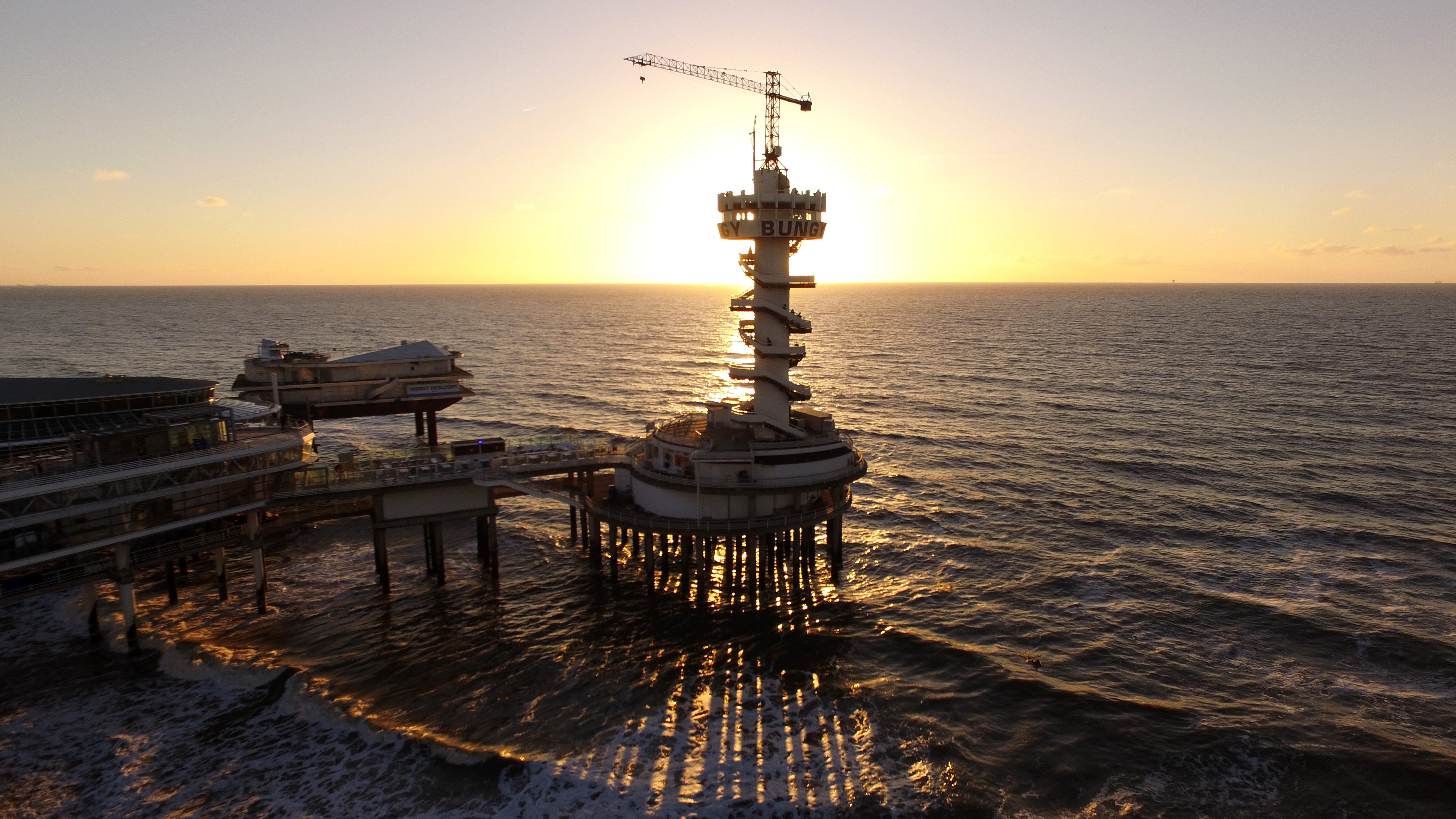
Scheveningse Pier anno 2016

### Overname door KondorWessels Vastgoed en Danzep
Udink maakte op 28 oktober 2014 bekend dat de pier voor een bedrag van 3 miljoen euro is verkocht aan een joint venture van KondorWessels Vastgoed en investeringsmaatschappij Danzep, die de pier gezamenlijk exploiteren. Hoewel Danzep in Nederland drie hotels exploiteert zal volgens de nieuwe eigenaren op korte termijn geen hotel op de pier worden gebouwd. Vanaf 18 juli 2015 werden de gerenoveerde promenade, het bovendek, het restaurant op het zonne-eiland, het pannenkoekenrestaurant, de uitkijktoren en de bungy jump-attractie weer toegankelijk voor het publiek. Op het Schateiland is een reuzenrad van 42 meter in bedrijf gesteld. Het stalen eiland is ernstig door roest aangetast en is in de nacht van 25 augustus 2016 losgeslepen van zijn poten en vervolgens verwijderd.

### Nieuwe ontwikkeling 2024
In september 2024 maakte projectontwikkelaar RE:BORN, die inmiddels het eigenaarschap van KondorWessels Vastgoed had overgenomen, bekend dat het hotels, een cultuur- en congrescentrum, een wellnessruimte en een uitwaaipark op de pier wil ontwikkelen.  Het bedrijf zegt dat de bouw snel moet beginnen, omdat uit bouwkundig onderzoek uit 2022 is gebleken dat de constructie in zo'n slechte staat verkeert dat vervanging of reparatie op korte termijn nodig is om de veiligheid te garanderen. De Haagse gemeenteraad moet nog toestemming verlenen voor de plannen.

## Trivia
- Bij de oplevering van de pier lag het uiterste punt 381 meter in zee.[8] In 2010 is het Scheveningse strand met 50 meter verbreed, waardoor grote delen van de pier bij laagwater niet of nauwelijks meer in zee staan.
- Onroerend goed-magnaat Reinder Zwolsman en scheepsbouwer Cornelis Verolme planden in 1964 de bouw van een vijfde piereiland, waarop een luxueus hotel zou worden gerealiseerd.[61] Vanwege voortdurende geldproblemen bij de E.M.S. zou dit eiland er nooit komen.
- Een bekende uitgaansplek op de pier was begin jaren 70 Club Veronica, gevestigd op het zonne-eiland en verbonden aan zeezender Veronica. In de club vonden regelmatig optredens van bekende artiesten plaats.
- Een andere publiekstrekker was discotheek Belle Amie van zanger Peter Tetteroo van de band Tee Set.[62] Deze discotheek was -eveneens begin jaren 70- gevestigd op het toreneiland maar verhuisde begin 1973 naar het Gevers Deynootplein.
- Attracties op de pier in de jaren 60 en 70 waren onder andere een mini-wielerbaan, een schelpen- en koraaleiland, picknickplaats, aquarium, Wild-west-dorp en griezelhuis. In 1965 werd boven het schateiland een Flintstonedorp ingericht waar een robot-Fred Flintstone rondliep. Ook vonden radio-uitzendingen, popconcerten en de verkiezing van Miss Scheveningen op de pier plaats.
- In 2001 begonnen Henk Westbroek en Broos Schnetz een tweede filiaal van hun succesvolle Utrechtse rockcafé Stairway to Heaven op het toreneiland op de pier. Al na enkele maanden werd het café gesloten wegens tegenvallende bezoekersaantallen.
- Het Wandelhoofd Koningin Wilhelmina was 416 meter lang, gemeten vanaf de winkelgalerij, of 372 meter vanaf de strandmuur. Het telde veertien uitgebouwde balkons met brede banken, en een zeshoekig middenvak van 37 bij 26 meter. Het platform aan het einde was 64 bij 62 meter, het paviljoen kwam tot 40 meter boven de zee en woog 90.000 kg. De pier telde 318 zes tot dertien meter lange stalen schroefpalen met daarop 19 overspanningen van 11 meter lengte, die ondersteund werden door 4,5 meter brede pijlers.[63]
- De holle pijlers van de latere pier zijn gemaakt van voorgespannen beton, hebben een totale lengte van 4200 meter en wegen samen met de betonnen dekelementen 5400 ton. In totaal is 3500 kubieke meter beton gestort en 8000 vierkante meter geasfalteerd. De bouw kostte 400.000 manuren.[8]
- De bouw werd vertraagd toen op 29 juni 1960 een zware storm de houten steigers wegsloeg waarop de heistellingen stonden. Die belandden daarbij in zee.[8]
- De visring op het pirateneiland was alleen toegankelijk voor leden van zeehengelclub De Pierewaaiers.
- De restanten van het Wandelhoofd Wilhelmina waren tot 1955 bij laag water aan de zeeoppervlakte te zien. In dat jaar werd het complete metalen onderstel verwijderd.
- Bij een werkman moest na een arbeidsongeval bij de bouw van de pier een arm geamputeerd worden. Bij de opening sprak prins Bernhard hem bemoedigend toe.[64]
- De pier is in 2013 beoordeeld voor het Beschermingsprogramma Wederopbouw 1959-1965, maar niet in de selectie gevallen.[65] Redenen hiervoor zijn dat het oorspronkelijke ontwerp door de verbouwingen in de periode 1993 tot en met 2001 te sterk is aangetast en dat er vanwege de slechte staat geen positief behoudsperspectief is.
- De pijlers van de pier werden in juli 2016 overschilderd met regenboogkleuren. Op 5 juli 2016 werd duidelijk dat dit in opdracht van verffabrikant AkzoNobel gedaan was ter promotie van het door hun gesponsorde Nederlandse team in de Volvo Ocean Race.[66]
- Anno 2021 zijn attracties op de pier onder andere kabelbanen, trampolines en flipperkasten.

## Vervoer
De nabije halte Kurhaus ligt aan tramlijn 1 en tramlijn 9.